# Iontoforese
Iontoforese is een niet-invasieve toedieningsvorm voor geneesmiddelen waarmee hoge concentraties van een medicament door de huid getransporteerd worden (transdermaal) door middel van elektrisch geladen medicatiebevattende deeltjes (ionen).
Iontoforese wordt in de wetenschappelijke literatuur gedefinieerd als "de gefaciliteerde verplaatsing van ionen door een membraan heen, met behulp van een extern aangebracht potentiaalverschil". In de praktijk wordt deze techniek gebruikt om farmaca toe te dienen via de huid. Praktisch gezien betekent de definitie van iontoforese eenvoudig gezegd: een techniek van medicijntoediening waarbij het medicament door de huid getransporteerd wordt (transdermaal) met behulp van een lichte, haast onvoelbare stroom. Deze techniek wordt gebruikt voor stoffen die normaliter niet door de opperste huidlaag kunnen diffunderen, maar als ion een extra drijfkracht hebben: de elektrische potentiaal. Door de hoeveelheid stroom te variëren kan de toegediende dosis worden aangepast, variërend van patiënt tot patiënt. Daarom is deze techniek een vorm van "geïndividualiseerde therapie".
Vandaag de dag zijn er iontoforesepleisters die werken op een batterij. De theorie achter de iontoforesepleister is relatief eenvoudig: Een elektrisch veld zorgt ervoor dat positieve ionen zich via de weg van de minste weerstand voortbewegen naar de negatieve pool (kathode) en negatieve ionen richting de positieve pool (anode). Wanneer zich bij de positieve pool het medicijn bevindt dat eveneens een positieve lading bevat, zal bij het aanzetten van de stroom het medicijn via de huid zich naar de negatieve pool bewegen. Echter, het medicijn diffundeert tijdens dit transport door bloedvaten heen, en zal zo afgevoerd worden naar de rest van het lichaam, waarna het naar de plaats van werking kan gaan.
Naast elektromigratie (de kracht die ervoor zorgt dat positieve ionen naar de negatieve pool aangetrokken worden en vice versa) is er echter nog een andere drijfkracht achter iontoforese, en dat is elektro-osmose. Kortweg komt deze extra kracht erop neer dat er een netto waterverplaatsing is richting de negatieve pool, waardoor positieve ionen makkelijker richting de negatieve pool getransporteerd kunnen worden dan andersom. De oorzaak ligt in het feit dat de hoornlaag van de huid onder normale fysiologische omstandigheden een negatieve lading draagt, en daardoor zich als een cation-permselectief membraan gedraagt (de pH van de huid is ongeveer 4,8, fysiologische omstandigheden betekent pH 7,4). Dit betekent dat zelfs ongeladen deeltjes de huid in zullen worden getransporteerd.
Hedendaags is er een iontoforesepleister op de markt dat pijnstillend werkt, en een pleister met fentanyl voor post-operatieve pijnbestrijding, dat is goedgekeurd door de FDA in 2007.

## Tegen overmatig zweten
Iontoforese is ook de benaming voor een behandeling tegen overmatig zweten van de handpalmen, voeten of oksels. Bij deze behandeling wordt door een speciaal apparaat een lage elektrische spanning (zo'n 10 volt) doorgegeven. De lage stroom die hiervan het gevolg is, leidt tot verminderde werking van de zweetklieren. Het effect hiervan kan meerdere dagen aanhouden. Bij regelmatig gebruik is de zweethoeveelheid weer terug naar een normale standaard.